# Zbigniew Szeloch
Zbigniew Szeloch (ur. 16 sierpnia 1927 w Warszawie, zm. 15 listopada 2000) – polski teoretyk zarządzania, ekonomista, prawnik, profesor nauk ekonomicznych.

## Życiorys
Podczas II wojny światowej przebywał na Białostocczyźnie, gdzie pracował w jednej z tamtejszych firm. W Białymstoku ukończył w 1946 liceum ogólnokształcące. W latach 1946–1952 studiował na KUL, uzyskując tytuł magistra ekonomii (1950) i magistra prawa (1952). W trakcie studiów pracował jako referent w Oddziale Wojewódzkim Banku Rolnego w Lublinie. Po ukończeniu studiów był nauczycielem przedmiotów ekonomicznych w szkołach średnich. W latach 1952–1958 był dyrektorem Zaocznego Technikum Ekonomicznego w Lublinie. W 1967 na Wydziale Prawa i Administracji UMCS obronił pracę doktorską pt. "Gospodarka budżetowa gromadzkich rad narodowych w zakresie wydatków w świetle decentralizacji budżetowej (promotor - Henryk Reniger). W 1969 został zatrudniony w Zakładzie Ekonomiki Przemysłu na Wydziale Ekonomicznym UMCS. W 1975 na tymże wydziale uzyskał stopień doktora habilitowanego za pracę pt. "Organizacyjne problemy tworzenia i funkcjonowania kombinatów przemysłowych" - był to pierwszy przeprowadzony przewód habilitacyjny na tym wydziale. W 1990 uzyskał tytuł profesora nauk ekonomicznych. W latach 1973–1997 był kierownikiem Zakładu Organizacji i Zarządzania. W latach 1976–1981 i 1984-1987 był dyrektorem Instytutu Ekonomiki i Organizacji Produkcji. W 1997 przeszedł na emeryturę. Był też zatrudniony w Zakładzie Zarządzania na Wydziale Przedsiębiorczości i Zarządzania w Wyższej Szkole Biznesu - National Louis University w Nowym Sączu.

## Działalność naukowa[1]
Po obronie pracy doktorskiej głównym tematem zainteresowań naukowych była organizacja systemu oświatowego w Polsce i zarządzanie placówkami szkolnymi. Był twórcą dyscypliny naukowej określanej jako teoria organizacji i zarządzania oświatą. Drugim obszarem zainteresowań naukowych była problematyka organizacji i zarządzania w przemyśle. Był też jednym z prekursorów doradztwa organizacyjnego. Autor ponad 300 publikacji, w tym kilkunastu książek, część z nich została opublikowana w czasopismach zagranicznych. Organizator licznych konferencji naukowych, w których brali również udział zachodni naukowcy i menedżerowie. Uczestniczył w zagranicznych konferencjach, był profesorem wizytującym. Wypromował 8 doktorów.

## Odznaczenia[1]
- Krzyż Kawalerski Orderu Odrodzenia Polski
- Krzyż Oficerski Orderu Odrodzenia Polski
- Złoty Krzyż Zasługi
- Medal Komisji Edukacji Narodowej
- Medal im. Karola Adamieckiego
- nagrody rektorskie i resortowe